# سارا شیربیگی
سارا شیربیگی (زادهٔ ۱۵ مرداد ۱۳۷۰  اسلام‌آباد غرب) بازیکن فوتسال ایرانی است که در تیم فوتسال ملی حفاری اهواز بازی می‌کند و عضو تیم ملی فوتسال زنان ایران است. شیربیگی با زدن ۹ گل به عنوان خانمِ گل مسابقاتِ قهرمانی فوتسال زنان آسیا در سال ۲۰۱۸ دست یافت. وی در لیگ برتر سال ۱۳۹۳ نیز با ۶۷ گل زده بدون رقیب عنوان خانم گلی لیگ برتر شد. سارا شیر بیگی ملی پوش فوتسال بانوان در لیگ ۱۳۹۴–۹۵ هم خانم گل لیگ شد.
سارا شیربیگی همچنین به عنوان یکی از ۱۰ نامزد نهایی کسب عنوان برترین فوتسالیست زن جهان در سال ۲۰۱۹ میلادی انتخاب شد
و همینطور او دارنده ۷ عنوان خانم گلی در لیگ و سوپر لیگ ایران ، ۲ عنوان خانم گلی آسیای مرکزی و بهترین بازیکن سوپر لیگ و بازیکن سال ۱۴۰۱ شناخته شد .